# بدو وادي جرجر (الوضيع)

تعديل مصدري - تعديل

بدو وادي جرجر هي إحدى قرى عزلة  الوضيع بمديرية الوضيع التابعة لمحافظة أبين، بلغ تعداد سكانها 30 نسمة حسب تعداد اليمن لعام 2004.